# Индустрија пољопривредних хемикалија
Индустрија пољопривредних хемикалија је грана индустрије која се бави производњом хемикалија потребних у пољопривредним делатностима, попут ђубрива, пестицида и сл.

## Подела
Ова грана се може поделити на неколико делатаности:
- производња вештачких ђубрива
  - Гранит-Пешчар, Љиг, Азохем, Суботица, Агрохем, Нови Сад, Галеника-Фитофармација, Земун и др.
- производња азотних једињења
  - Фертис, Суботица, ХИП-Азотара, Панчево, Фертил, Бачка Паланка и др.
- производња пестицида
  - Агроуник, Земун, Архифарм, Београд, ХИП-Азотара, Панчево, Југо-Хем, Лесковац и др.